# Charles Eisen
Charles-Dominique-Joseph Eisen (ur. 1720, zm. 1778) – rysownik i rytownik francuski. Pracował głównie w Paryżu. Jego rysunki są pełne pomysłowości i wdzięku, czasem dość frywolne. Ilustrował Basan'a wydanie "Metamorfoz" Owidiusza, Bajki Lafontaine'a, "Henriadę" Voltaire'a i Dorat'a "Les Baisers".